# 科因 (西班牙)
科因，是西班牙安达卢西亚自治区马拉加省的一个市镇。 总面积127平方公里，总人口17388人（2001年），人口密度137人/平方公里。